# Comuna de Żurawica
Żurawica (polaco: Gmina Żurawica) é uma gminy (comuna) na Polónia, na voivodia de Subcarpácia e no condado de Przemyski. A sede do condado é a cidade de Żurawica.
De acordo com os censos de 2004, a comuna tem 12 165 habitantes, com uma densidade 127,6 hab/km².

## Área
Estende-se por uma área de 95,37 km², incluindo:
- área agricola: 78%
- área florestal: 11%

## Demografia
Dados de 30 de Junho 2004:
|                      | Total   | Total | Mulheres | Mulheres | Homens  | Homens |
| -------------------- | ------- | ----- | -------- | -------- | ------- | ------ |
|                      | pessoas | %     | pessoas  | %        | pessoas | %      |
| População            | 12 165  | 100   | 6136     | 50,4     | 6029    | 49,6   |
| Densidade (pop./km²) | 127,6   | 100   | 64,3     | 64,3     | 63,2    | 63,2   |

De acordo com dados de 2002, o rendimento médio per capita ascendia a 1391,51 zł.

## Subdivisões
- Batycze, Bolestraszyce, Buszkowice, Buszkowiczki, Kosienice, Maćkowice, Orzechowce, Wyszatyce, Żurawica

## Comunas vizinhas
- Medyka, Orły, Przemyśl, Przemyśl, Rokietnica, Stubno